# Trazo
Trazo là một đô thị của Tây Ban Nha ở tỉnh A Coruña trong cộng đồng tự trị của Galicia.
43°01′B 8°32′T / 43,017°B 8,533°T